# Groisy
Groisy est une commune française située dans le département de la Haute-Savoie, en région Auvergne-Rhône-Alpes.

## Géographie

### Situation
Groisy se situe au centre de l'ancienne communauté de communes du Pays de Fillière, au cœur du département de la Haute-Savoie, entre Annecy à 16 km, La Roche-sur-Foron (et la vallée de l'Arve), Genève à 30 km et Chamonix à 100 km, avec un échangeur autoroutier à 5 km (A41).
Cette situation privilégiée contribue à son dynamisme démographique et économique. La population a plus que doublé en 25 ans. Environ 700 emplois se répartissent sur la commune entre l’agriculture, l’artisanat, l’industrie, les commerces et les services.
Groisy est placée sur un coteau ensoleillé appartenant au plateau des Bornes, face aux montagnes et bénéficie d’une situation géographique privilégiée. Entre Fillière et les Usses, la commune est exposée au Sud face aux falaises du Parmelan. Son panorama s’étend également du massif du Mont Blanc à celui du Jura, en passant par le sommet de la Tournette avec des ouvertures sur le lac d’Annecy.

### Communes limitrophes

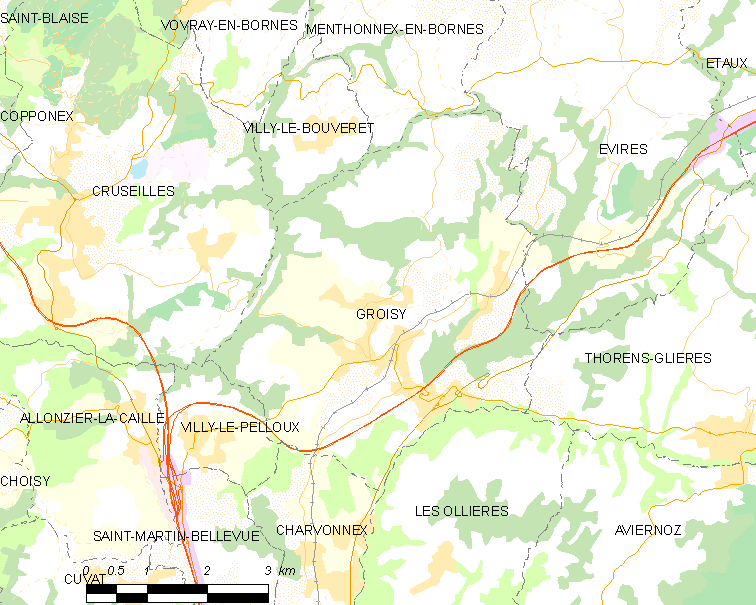
Plan du territoire de Groisy.

Groisy est frontalière, à l'est, de Fillière (anciennement Thorens-Glières, Les Ollières, Évires), au sud et au sud-ouest, Charvonnex et Villy-le-Pelloux, à l'ouest, Cruseilles, et au nord Villy-le-Bouveret et Menthonnex-en-Bornes.

### Urbanisation
La commune se divise en quatre parties principales :
- Le Plot, aux abords de la Route Départementale D 1203 (529 m d'altitude) ;
- La Gare, situé à mi-hauteur de la commune (640 m d'altitude) ;
- Le Chef-Lieu, situé en altitude, et où l'on trouve notamment la mairie, l'école ou l'église (740 m d'altitude) ;
- Fontaine-Vive, hameau situé au sommet de la commune (874 m d'altitude).

Les principaux hameaux de la commune sont :
- Vallourd ;
- Boisy ;
- la Gare ;
- Flagy ;
- les Aires ;
- Menibel ;
- Moguet ;
- Fontaine Vive.

### Climat
La température moyenne est de 10 °C, le mois le plus chaud étant le mois de juillet (24 °C en moyenne).
Les précipitations annuelles sont de 1340 cm, supérieures à la moyenne départementale.
L’enneigement est faible et le vent froid sur le plateau.

## Urbanisme

### Typologie
Au 1er janvier 2024, Groisy est catégorisée commune rurale à habitat dispersé, selon la nouvelle grille communale de densité à sept niveaux définie par l'Insee en 2022.
Elle appartient à l'unité urbaine de Groisy, une unité urbaine monocommunale constituant une ville isolée,. Par ailleurs la commune fait partie de l'aire d'attraction d'Annecy, dont elle est une commune de la couronne,. Cette aire, qui regroupe 79 communes, est catégorisée dans les aires de 200 000 à moins de 700 000 habitants,.

### Occupation des sols
L'occupation des sols de la commune, telle qu'elle ressort de la base de données européenne d’occupation biophysique des sols Corine Land Cover (CLC), est marquée par l'importance des territoires agricoles (64,7 % en 2018), en diminution par rapport à 1990 (65,9 %). La répartition détaillée en 2018 est la suivante : 
zones agricoles hétérogènes (28,8 %), forêts (26,8 %), prairies (18,9 %), terres arables (12,9 %), zones urbanisées (8,5 %), cultures permanentes (4,1 %).
L'IGN met par ailleurs à disposition un outil en ligne permettant de comparer l’évolution dans le temps de l’occupation des sols de la commune (ou de territoires à des échelles différentes). Plusieurs époques sont accessibles sous forme de cartes ou photos aériennes : la carte de Cassini (XVIIIe siècle), la carte d'état-major (1820-1866) et la période actuelle (1950 à aujourd'hui).

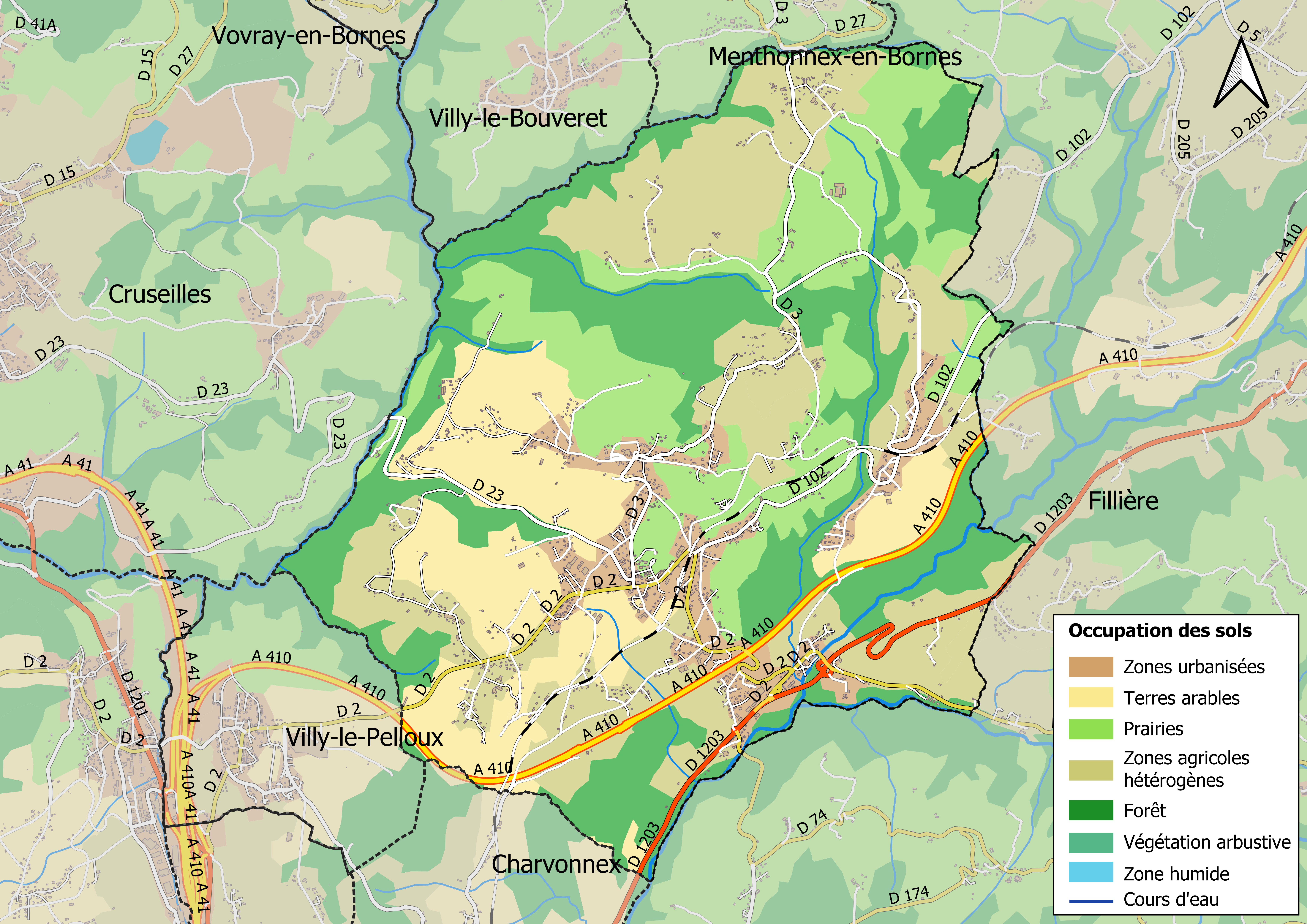
Carte des infrastructures et de l'occupation des sols en 2018 (CLC) de la commune.
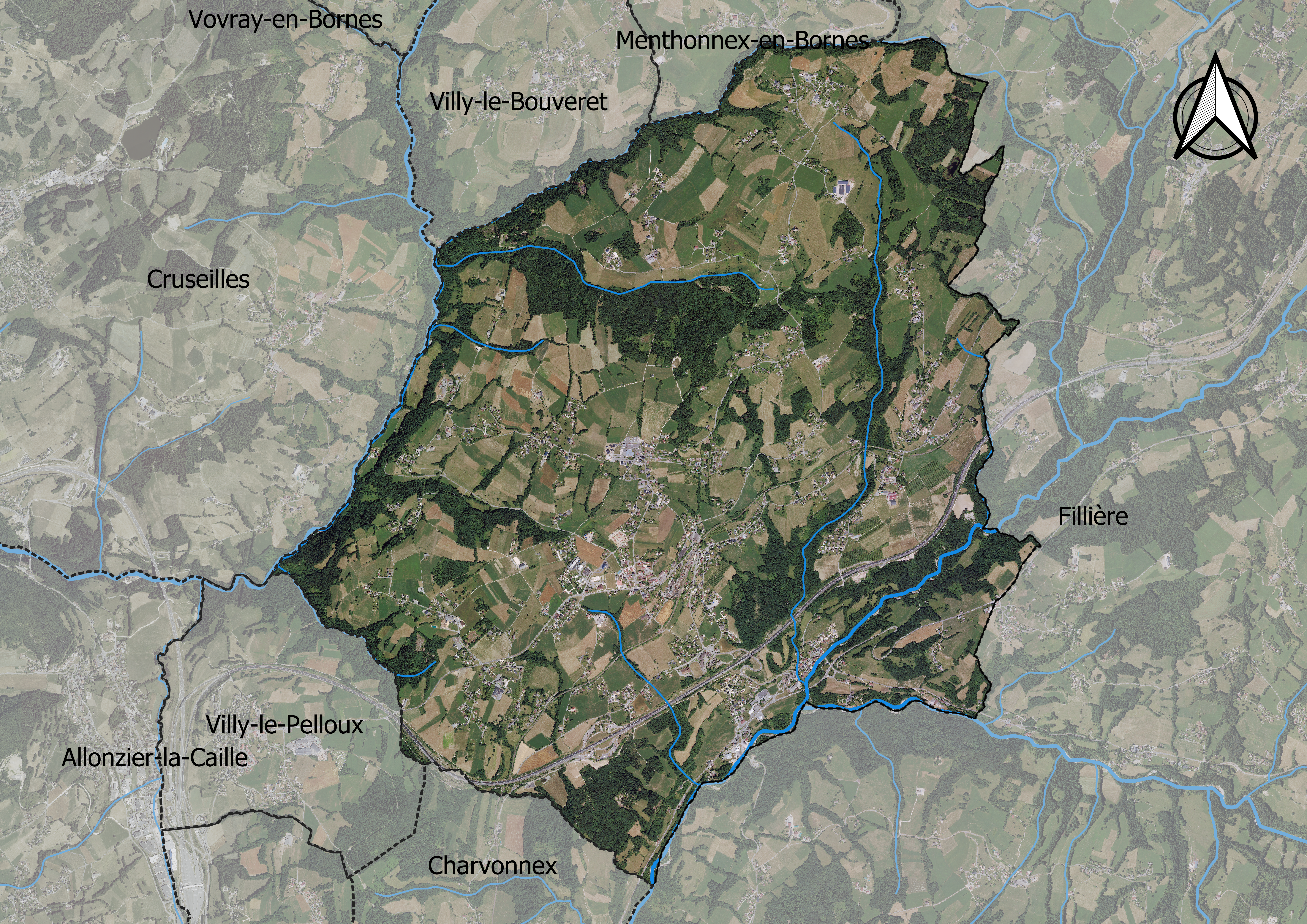
Carte orthophotogrammétrique de la commune.

## Toponymie
Groisy est mentionnée, lors d'une visite épiscopale datée aux environs de l'année 1344, sous la forme Groisie. Dans le Régeste genevois (1866), la commune peut apparaître sous la forme Groysie. Des publications du XIXe siècle ou plus récentes utilisent parfois la forme Groisy-en-Bornes pour désigner la paroisse ou la commune.
Le toponyme proviendrait du nom d'un propriétaire gallo-romain, ayant comme gentilice « Groisius », ou bien le latifundium « Groisianus  » ou « Groisiacus ».
En francoprovençal, le nom de la commune s'écrit Grouêzi, selon la graphie de Conflans.

## Histoire
Le territoire de Groisy fut occupé depuis l’antiquité.
Son histoire se conforte au Moyen Âge, à l’époque féodale, par l’établissement et l’enracinement local des familles nobles qui y construisirent leurs résidences : le château de Soirié fondé en 1007, dont subsistent des ruines encore visibles et le château de Boisy depuis 1314, dont il reste le bâtiment principal.
La commune de Groisy a vu sa destinée liée à celle de la famille de Sales de Thorens, qui conservera le château de Boisy jusqu’à la Révolution et où vécut la mère de saint François de Sales.
La construction de la première église en 1410 confirme l’existence ancienne d’une communauté paroissiale. Ce monument a pris sa forme actuelle en 1923 par la reconstruction, après incendie, d’une flèche gothique remplaçant le clocher à bulbe de 1766.
Par la présence des voies de communication, le commerce a conservé un dynamisme important.
Une ancienne voie pavée de 4 à 10 mètres de large traverse la commune par Soirié, les Aires, le bois de la Neyrole, Fontaine-Vive et se dirige vers Carouge.
En 2015, un projet de fusion des communes de la communauté de communes du pays de la Fillière est soumis à un référendum,. L'objectif est de créer une commune suffisant forte avant la fusion de la CCPF en 2017 avec la communauté de l'agglomération d'Annecy au sein du Grand Annecy.
Un référendum a été tenu le 11 octobre 2015 sur l'ensemble des communes de la CCPF pour décider de la création d'une commune nouvelle sur les bases de la communauté de communes, pour ensuite intégrer la communauté de l'agglomération annécienne. À la suite d'un référendum 11 octobre 2015, la proposition de fusion est stoppée. L'opposition au projet est majoritaire dans les suffrages sur la commune et celle de Charvonnex.

## Politique et administration

### Liste des maires
| Période                                  | Période                   | Identité                                   | Étiquette | Qualité                                                                                              |
| ---------------------------------------- | ------------------------- | ------------------------------------------ | --------- | --- |
| 1808                                     | 1815                      | George Bessonis                            |           | |
| Les données manquantes sont à compléter. |                           |                                            |           | |
| 1861                                     | 1878                      | Henri Bessonis (1814-1885)                 |           | Propriétaire rentier, géomètre                                                                       |
| ca. 1885                                 |                           | Jules Jacquet                              |           | |
| ca. 1931                                 |                           | César Nicollin                             |           | Ancien secrétaire de mairie                                                                          |
| Les données manquantes sont à compléter. |                           |                                            |           | |
| mars 1983                                | juin 1995                 | Jacky Nicollin, (1926-2011)                |           | Chef d'entreprise, maire honoraire (2004)                                                            |
| juin 1995                                | mars 2008                 | Jean-Pierre Fournier-Langlais, (1946-2011) | DVG       | Retraité                                                                                             |
| mars 2008                                | En cours (au 26 mai 2020) | Henri Chaumontet (1949- )                  | DVD       | Retraité 3e vice-président de la CC du Pays de la Fillière (? → 2016) Réélu pour le mandat 2020-2026 |
| Les données manquantes sont à compléter. |                           |                                            |           | |

### Jumelages

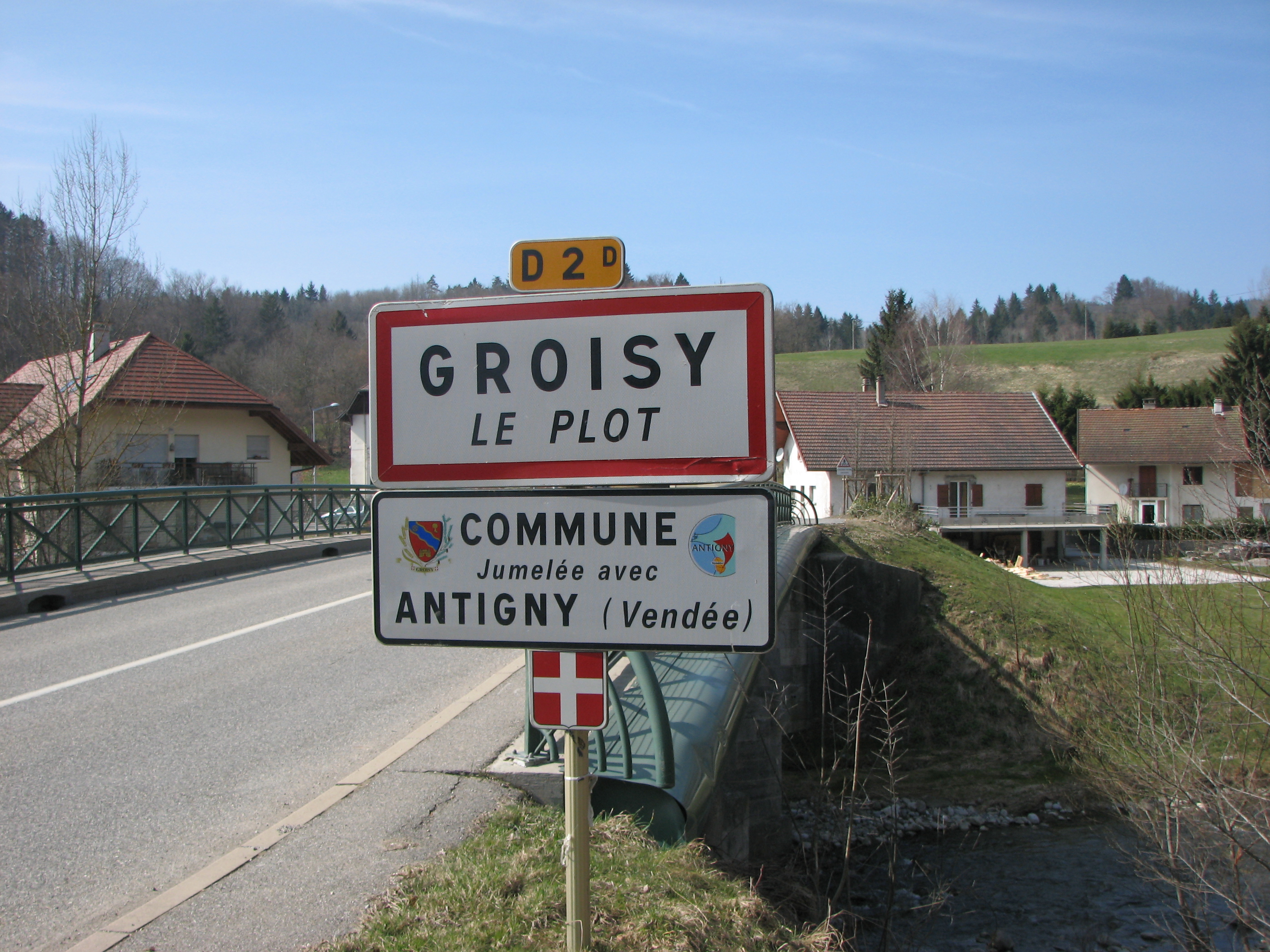
Panneau de signalisation à l'entrée de Groisy (le Plot).

Groisy est jumelée avec la commune d'Antigny, située en Vendée.
Depuis 2001, le Comité de jumelage Groisy-Antigny  a pour objet l'animation du jumelage de la commune de Groisy avec la commune d’Antigny (Vendée) ; le développement avec cette commune de relations privilégiées et d'échanges d’ordre culturel, social, économique, touristique ou sportif. L'objectif du comité est de permettre un échange entre les populations, de contribuer à un développement solidaire, de fournir un appui aux processus démocratiques et au renforcement de la paix dans le monde.

## Population et société
Les habitants de la commune sont appelés les Groisiliens. Ils sont surnommés P'tiou Brûlins.

### Démographie
L'évolution du nombre d'habitants est connue à travers les recensements de la population effectués dans la commune depuis 1793. Pour les communes de moins de 10 000 habitants, une enquête de recensement portant sur toute la population est réalisée tous les cinq ans, les populations de référence des années intermédiaires étant quant à elles estimées par interpolation ou extrapolation. Pour la commune, le premier recensement exhaustif entrant dans le cadre du nouveau dispositif a été réalisé en 2006.

En 2022, la commune comptait 4 044 habitants, en évolution de +14,53 % par rapport à 2016 (Haute-Savoie : +6,01 %, France hors Mayotte : +2,11 %).
| 1793 | 1800  | 1806  | 1822  | 1838  | 1848  | 1858  | 1861  | 1866  |
| ---- | ----- | ----- | ----- | ----- | ----- | ----- | ----- | ----- |
| 812  | 1 008 | 1 018 | 1 230 | 1 337 | 1 503 | 1 404 | 1 533 | 1 580 |

| 1872  | 1876  | 1881  | 1886  | 1891  | 1896  | 1901  | 1906  | 1911  |
| ----- | ----- | ----- | ----- | ----- | ----- | ----- | ----- | ----- |
| 1 587 | 1 578 | 1 610 | 1 544 | 1 511 | 1 475 | 1 418 | 1 393 | 1 339 |

| 1921  | 1926  | 1931  | 1936  | 1946  | 1954  | 1962  | 1968  | 1975  |
| ----- | ----- | ----- | ----- | ----- | ----- | ----- | ----- | ----- |
| 1 172 | 1 135 | 1 172 | 1 092 | 1 082 | 1 049 | 1 033 | 1 044 | 1 207 |

| 1982  | 1990  | 1999  | 2006  | 2011  | 2016  | 2021  | 2022  | - |
| ----- | ----- | ----- | ----- | ----- | ----- | ----- | ----- | - |
| 1 659 | 2 190 | 2 605 | 2 937 | 3 147 | 3 531 | 3 990 | 4 044 | - |

### Économie
- Scierie Chaumontet (17 200 m3 de bois du bois en 2016).

### Médias
- Télévision locale : TV8 Mont-Blanc.
- Presse locale : L'équipe municipale édite, depuis le mois de juillet 2008, le Groisilien, un bulletin d'informations municipales reprenant les principales informations liées à la commune (Administration, vie associative...).

### Enseignement
La commune de Groisy est située dans l'académie de Grenoble. En 2015, elle administre une école maternelle (132 enfants) et une école élémentaire, regroupant 216 élèves.
La commune possède un collège de secteur, nommé Parmelan.
Elle accueille aussi un Centre de formation (CFA) avec les spécialités fleuristerie, boucherie, restauration, chocolaterie, confiserie, ramonage.

### Sports
- L'association sportive et culturelle.
- Différents sports sont enseignés et pratiqués au sein de la MJC, en particulier les arts martiaux.
- Le club de handball de la fillière. C'est au sein de la communauté de communes de la Fillière qu'est né, en 1988, le Handball Club La Fillière. Le club compte aujourd'hui plus de 300 licenciés. Il accueille les jeunes joueurs dès l'âge de 6 ans. Avec trois équipes en senior masculin et deux en senior féminine, il est ouvert aux joueurs de tous niveaux, aussi bien les débutants que les joueurs confirmés[30].
- L'association communale de chasse agréée.
- Le cyclo-club du pays de Fillière.
- Le tennis-club[31].
- Le trial nature loisirs.
- La Groisilienne.
- L'association Groisy rallye sport.
- Le Club d'escalade de la Fillière, Fillière Grimpe, utilise le mur du gymnase du collège Le Parmelan[32].
- Le club Fillière Tennis de table[33]. Environ 50 licenciés, et deux équipes.
- Le club de badminton, les volants de la Fillière[34].
- Le karaté

### Associations culturelles
- l'APF les Annonces du Pays de Fillière, à Thorens, est un magazine mensuel distribué gratuitement dans 16 communes du Pays de Fillière.
- L'amicale philatélique du pays de la Fillière.
- L'avenir musical des Glières.
- le comité de jumelage.
- Les danses traditionnelles en pays de Fillière.
- Groisy rock loisirs.
- P'tious Brulins.
- La Société d'histoire du pays de Fillière.
- L'association du Beaujolais et du terroir Savoyard.
- Gemba Music.
- Association Familles Rurales de Groisy : centre de loisirs, cours de couture, bibliothèque, cours de danse, commande groupée de fioul, et section jeunes qui organise entre autres le téléthon et les grands bals des 13 et 14 juillet.
- L'Office de Tourisme du Pays de Fillière.

## Culture et patrimoine

### Lieux et monuments

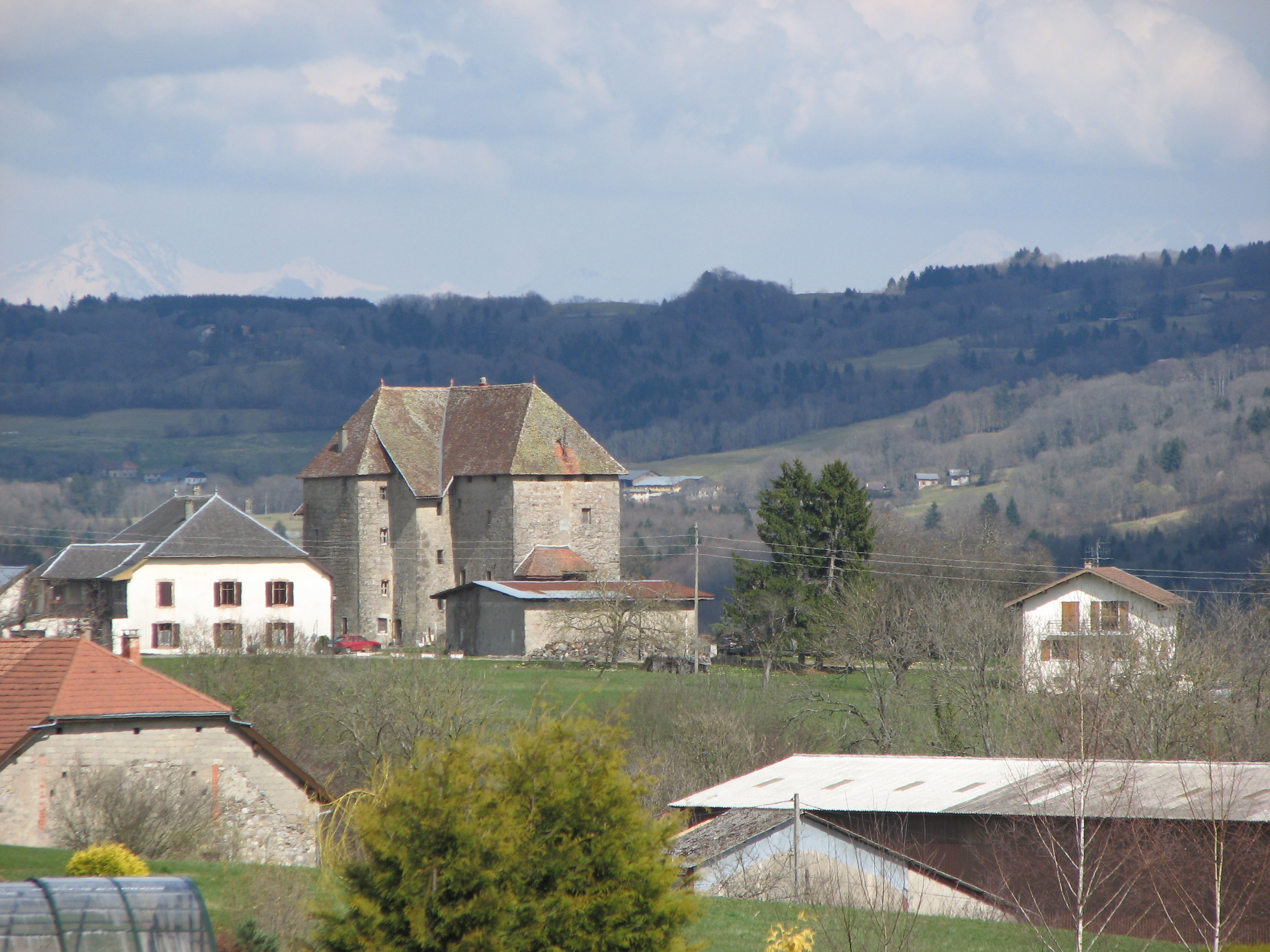
Le château de Boisy.

- Ruines du château de Soirier (Soyrier, Soirié), fondé en 1007.
- Le château de Boisy, fondé en 1314.

Possession de la famille des Clets, avant 1467. La mère de saint François de Sales, Madame de Boisy, prénommée Françoise, fille unique de Melchior de Sionnaz, seigneur de la Thuille et de Vallière, et de son épouse, damoiselle Bonaventure de Chevron Vilette, naquit et passa sa petite enfance au château de Boisy. Françoise de Boisy épousera à 14 ans François de Boisy et donnera naissance au futur saint François de Sales à l'âge de 15 ans.
Le château de Boisy n'est composé aujourd'hui plus que de l'ancien donjon. Le château de Boisy est une propriété privée et ne se visite pas. 
- L'église Saint-Euchère-et-Saint-Just,

Située à flanc de colline dans la partie haute de Groisy, l'église primitive semble dater de 1410. Elle est remaniée en 1923, à la suite de l'incendie du clocher qui datait de 1766 et que les troupes révolutionnaires françaises ont rasé lors de l'occupation du duché de Savoie. L'église est endommagée par le tremblement de terre de 1997. Elle est restaurée au début du XIXe siècle et l'intérieur est repeint entièrement.
- Étang du Marquis, superficie d'un hectare, créé en 2004 sur le plateau des Bornes pour développer une zone humide et accueillir l'avifaune. Site labellisé espace naturel sensible.

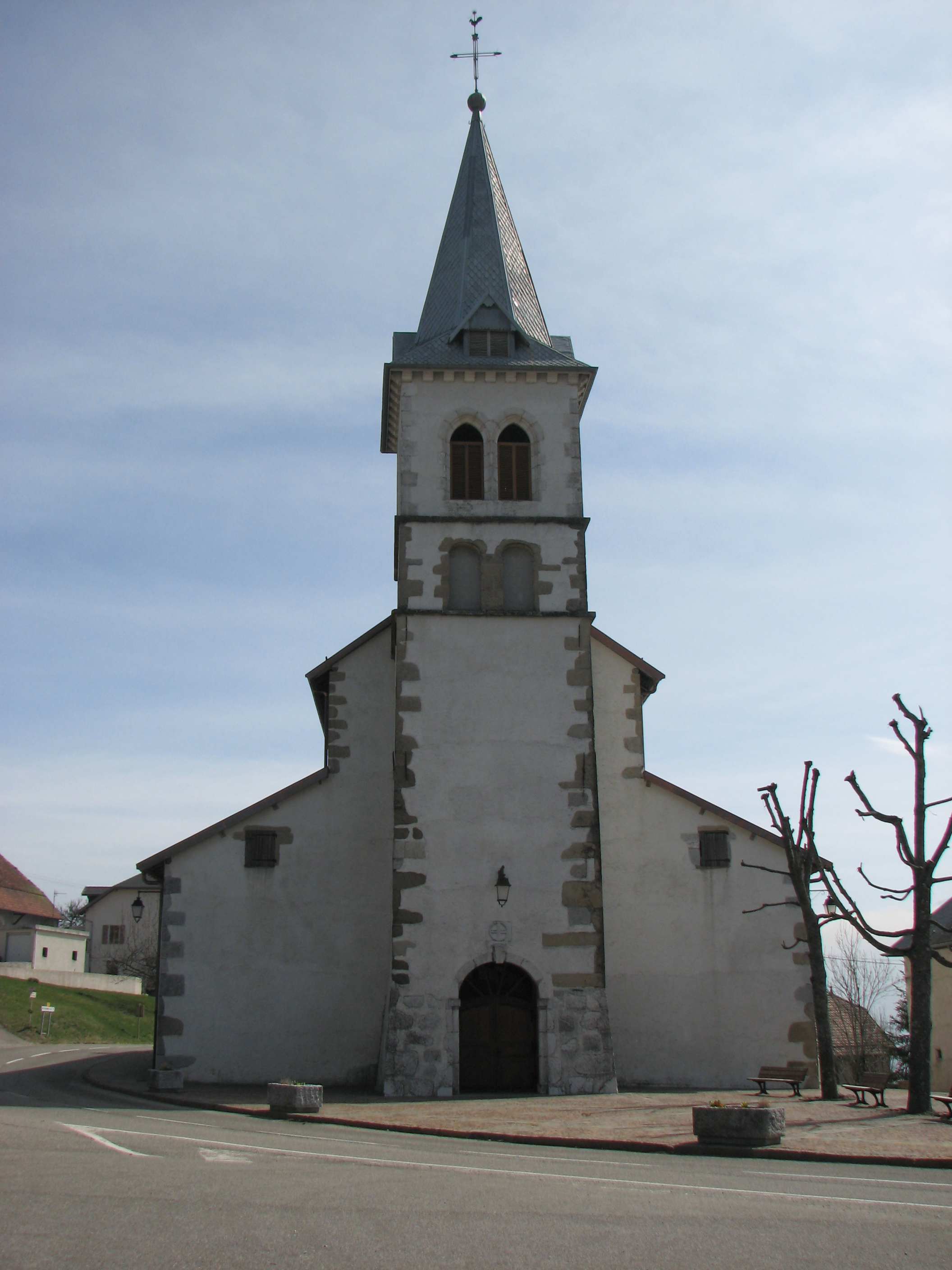
L'église de Groisy.
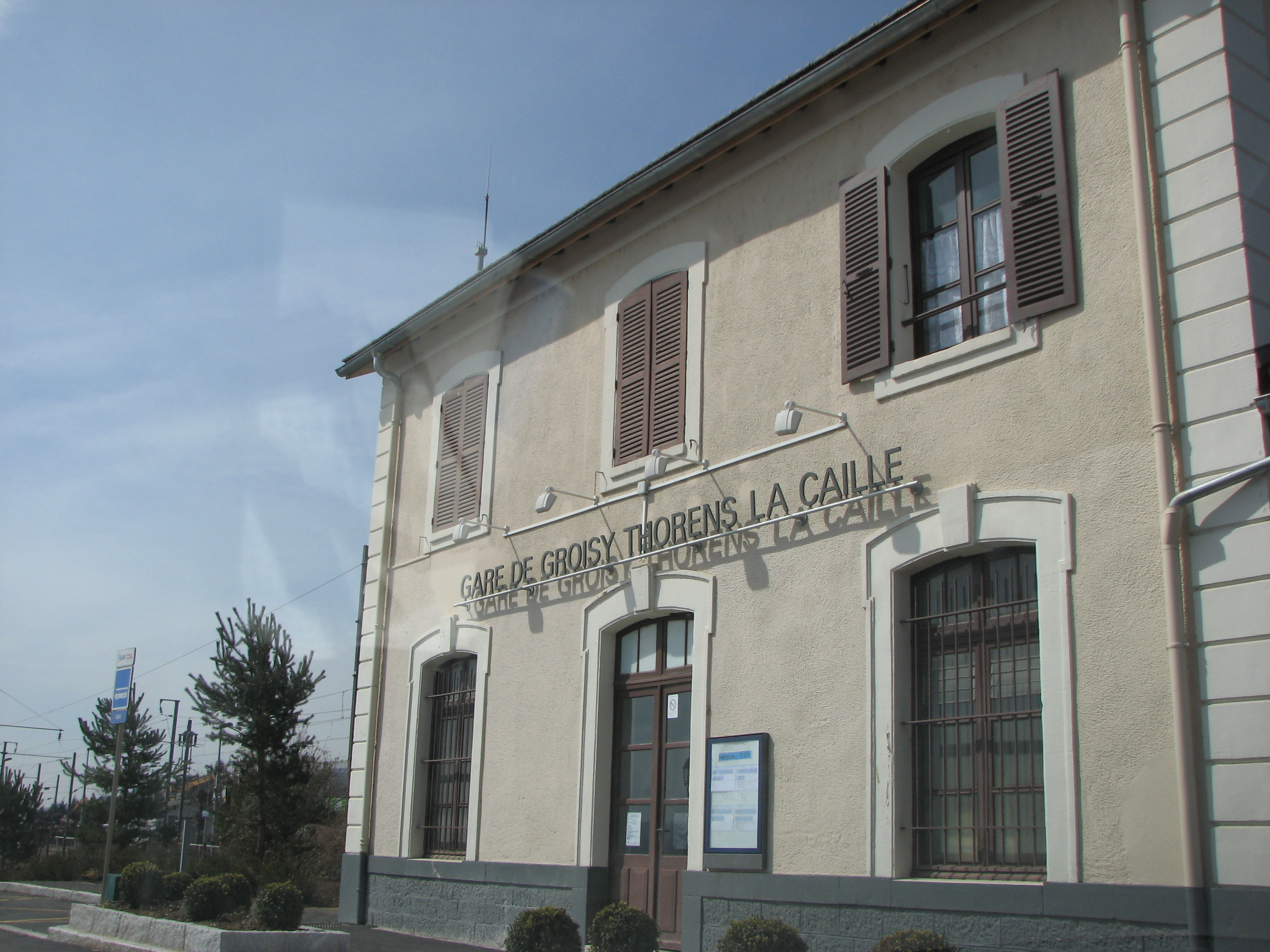
La gare de Groisy-Thorens-La Caille.

### Personnalités liées à la commune
- Françoise de Sionnaz, née en 1552, mère de François de Sales.
- Macha Béranger (1941-2009), enterrée à Groisy. Elle fut de 1977 à 2006 présentatrice de l'émission Allô Macha sur France Inter, avant d'être remerciée par la radio.
- Jean-Claude Carle (1948), sénateur UMP, est conseiller municipal de Groisy.

### Héraldique
| Armes de Groisy | Les armes de Groisy se blasonnent ainsi : De gueules à la bande ondé d'azur bordée d'or, accompagné au canton dextre du chef d'une roue de moulin du même, au canton senestre d'un arbre arraché et en pointe d'un château ouvert le tout d'or. La roue du moulin évoque les nombreuses installations autrefois actionnées par les eaux des Usses, du Daudens et surtout de la Fillière. L'arbre arraché symbolise le développement puis le recul de la culture des pommes et des poires dans la seconde moitié du XXe siècle. Le château, enfin, représente les deux châteaux qui existaient sur la commune (château de Boisy, dont il ne reste que le corps du bâtiment, et le château de Soyrier, dont il ne reste que quelques pans de mur aujourd'hui). |